# Skärgölen (Krokeks socken, Östergötland)
Skärgölen är en sjö i Norrköpings kommun i Östergötland och ingår i Kilaån-Motala ströms kustområde. Sjön är 14 meter djup, har en yta på 0,047 kvadratkilometer och befinner sig 127 meter över havet.